# Campeonato nacional de Estados Unidos 1929
Lista de los campeones del Campeonato nacional de Estados Unidos de 1929:

## Senior

### Individuales masculinos
Bill Tilden vence a  Francis Hunter, 3–6, 6–3, 4–6, 6–2, 6–4

### Individuales femeninos
Helen Wills Moody vence a  Phoebe Holcroft Watson, 6–4, 6–2

### Dobles masculinos
George Lott /  John Doeg vencen a  Berkeley Bell /  Lewis White, 10–8, 16–14, 6–1

### Dobles femeninos
Phoebe Holcroft Watson /  Peggy Mitchell vencen a  Phyllis Covell /  Dorothy Shepherd Barron, 2–6, 6–3, 6–4

### Dobles mixto
Betty Nuthall /  George Lott vencen a  Phyllis Covell /  Bunny Austin, 6–3, 6–3
| Predecesor: 1928                         | Campeonato nacional de Estados Unidos 1929 | Sucesor: 1930                         |
| Predecesor: Campeonato de Wimbledon 1929 | Grand Slam 1929                            | Sucesor: Campeonato de Australia 1930 |

- Datos: Q2410208